# Betraying the Martyrs
Betraying the Martyrs war eine 2008 gegründete Deathcore-Band aus Paris.

## Geschichte

### 2008–2011: Gründung
Betraying the Martyrs wurde 2008 gegründet und bestand anfänglich aus Eddie Czaicky (Gesang), Baptiste Vigier (Gitarre), Lucas d’Angelo (Gitarre), Victor Guillet (Gesang, Keyboard), Valentin Hauser (Bass) und Antoine Saline (Schlagzeug). Ehemalige Musiker sind Eddie Czaicky (Gesang) und Fabien Clévy (Gitarre). Czaicky spielte vor seinem Engagement bei Betraying the Martyrs auch in der Band Darkness Dynamite.
Am 18. November 2009 erschien ihre EP The Hurt, the Divine, the Light, die in Eigenregie produziert wurde. Diese verkaufte sich alleine in Frankreich 2.000 mal. Betraying the Martyrs spielte bereits mit Bands, wie Whitechapel, Dark Funeral, Darkness Dynamite, A Skylit Drive, Adept, Despised Icon, Dance Gavin Dance, While She Sleeps und Shadows Chasing Ghosts.
Die Gruppe tourte bereits durch Frankreich und Belgien. Die erste Europa-Tour bestritt die Gruppe 2010 und hieß The Survivor Tour, welche durch Frankreich, Belgien und Großbritannien führte. Als Vorgruppe spielte For Untold Reasons.

### 2011–2014:Breathe in Life
Der Erfolg der Band führte zu Plattenverträgen mit Sumerian Records, wo Bands wie Asking Alexandria, Stick to Your Guns, The Faceless, Periphery und Born of Osiris unterschrieben haben, und dem französischen Label Listenable Records (u. a. Aborted, Anorexia Nervosa, Exhumed, Panzerchrist). Sumerian Records vertreibt die Alben lediglich in Nordamerika.
Am 23. September 2011 wurde das Debütalbum Breathe in Life weltweit veröffentlicht. Die Gruppe tourte im April und Mai 2011 bereits zum zweiten Mal durch Europa, um dieses Album zu promoten. Die Breathe in Life Tour führte durch Deutschland, Russland, die Ukraine, Polen, Tschechien, die Schweiz, Österreich, Luxemburg, Belgien, Frankreich, die Niederlande und Großbritannien. Im Vorprogramm spielten die russischen Metalcore-Bands My Autumn und Despite My Deepest Fear während der gesamten Europa-Konzertreise. Im weiteren Verlauf des Jahres folgte eine Tournee durch die Vereinigten Staaten im Vorprogramm von Born of Osiris, Veil of Maya und Carnifex.
Anfang des Jahres 2012 spielte Betraying the Martyrs auf dem Bonecrusher Fest, einer Europa-Konzerttour, gemeinsam mit Molotov Solution und Beneath the Massacre. Im April folgte eine erneute US-Tour, die „Sumerianos Tour“, mit Upon a Burning Body und I, the Breather. Danach folgte eine erneute Europa-Tournee als Supportband von Veil of Maya auf deren „European Eclipse Tour“ gemeinsam mit Vildhjarta. Im Juni 2012 gab die Gruppe bekannt, dass ihr bisheriger Schlagzeuger Antoine Saline die Gruppe aus persönlichen Gründen verlassen habe. Er wurde durch den russischen Schlagzeuger Mark Mironow ersetzt, welcher zuvor bei My Autumn tätig war. Nachdem bekannt war, das Antoine die Band verlassen werde, wurde Mironow von der Gruppe angefragt, ob er den Part des Schlagzeugers übernehmen wolle. Die Gruppe spielte Ende Juni auf dem Mayhem Festival, einer US-Konzerttour. Dort traf die Gruppe unter anderem auf Bands wie Slipknot, Slayer und Anthrax. Auch auf der „Allstars Tour“ war die Gruppe, unter anderem mit Suicide Silence, Unearth und Winds of Plague zu sehen.

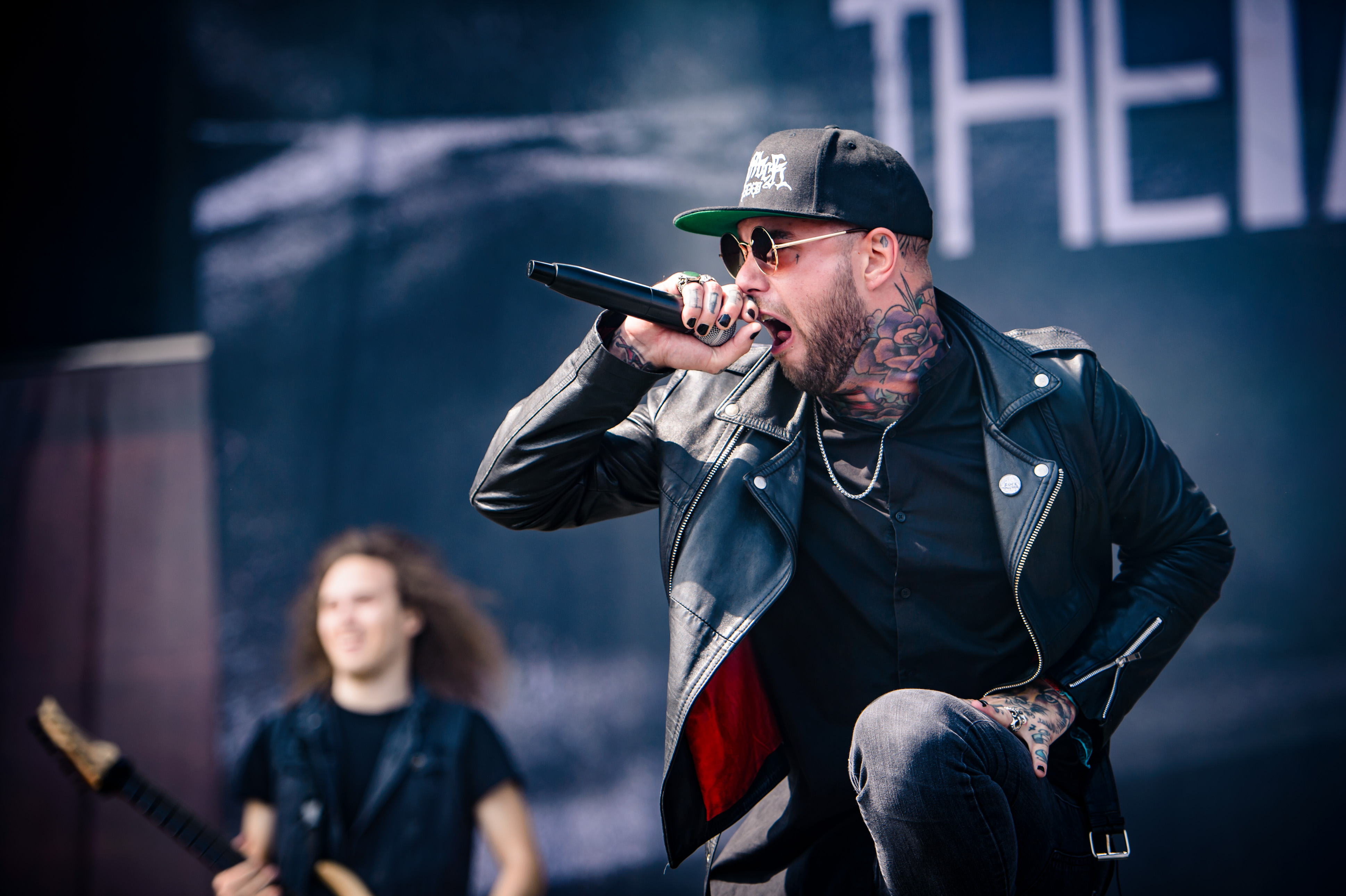
Aaron Matts, Mitglied bei BTM von 2010 bis 2021, auf dem Summer Breeze 2018 in Dinkelsbühl.

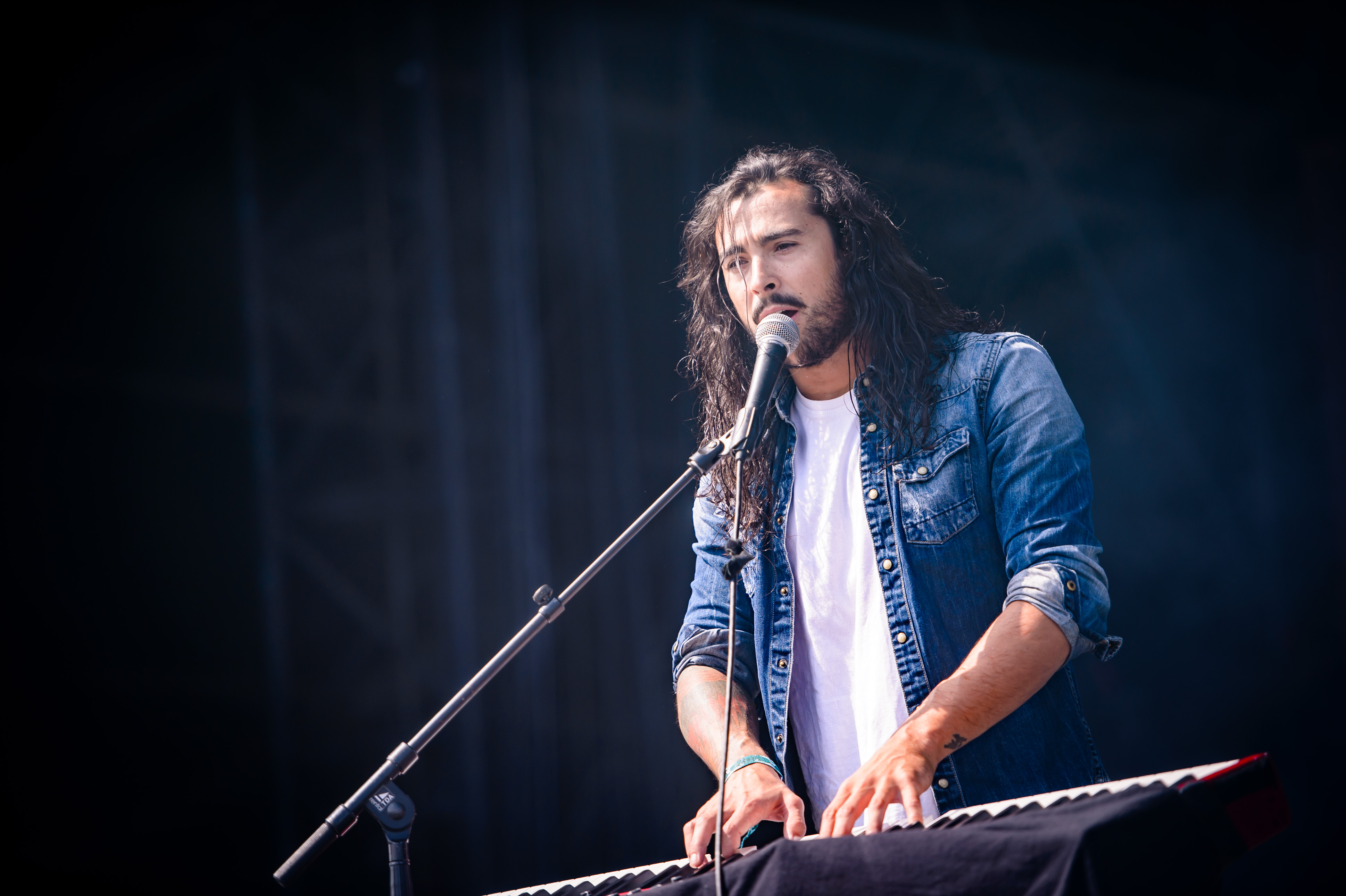
Victor Guillet, Keyboarder und Clean-Sänger von BTM auf dem Summer Breeze 2018 in Dinkelsbühl.

Im Januar und Februar 2013 startete die Gruppe gemeinsam mit While She Sleeps und Motionless in White als Support für Asking Alexandria eine weitere Europatour. Diese führte durch das Vereinigte Königreich, Deutschland, Belgien, Dänemark, Schweden die Tschechische Republik, Österreich, Luxemburg, die Niederlande, Italien und die Schweiz. Im Oktober spielte Betraying the Martyrs erstmals auf der Never Say Die! Tour. Auf dieser Konzertreise spielten auch Emmure, I Killed the Prom Queen, Carnifex, Hand of Mercy, Northlane und Hundredth. Die ursprünglich gebuchten Miss May I und Rise of the Northstar mussten eine Teilnahme an der Tour absagen. Im Februar und März 2014 spielte die Band mit Here Comes the Kraken und I Declare War als Vorgruppe für Carnifex eine Tournee durch die Vereinigten Staaten. Die Gruppe arbeitete neben den absolvierten Konzertreisen bis Anfang 2014 an dem Nachfolger-Album für „Breathe in Life“.

### Seit 2014:Phantom

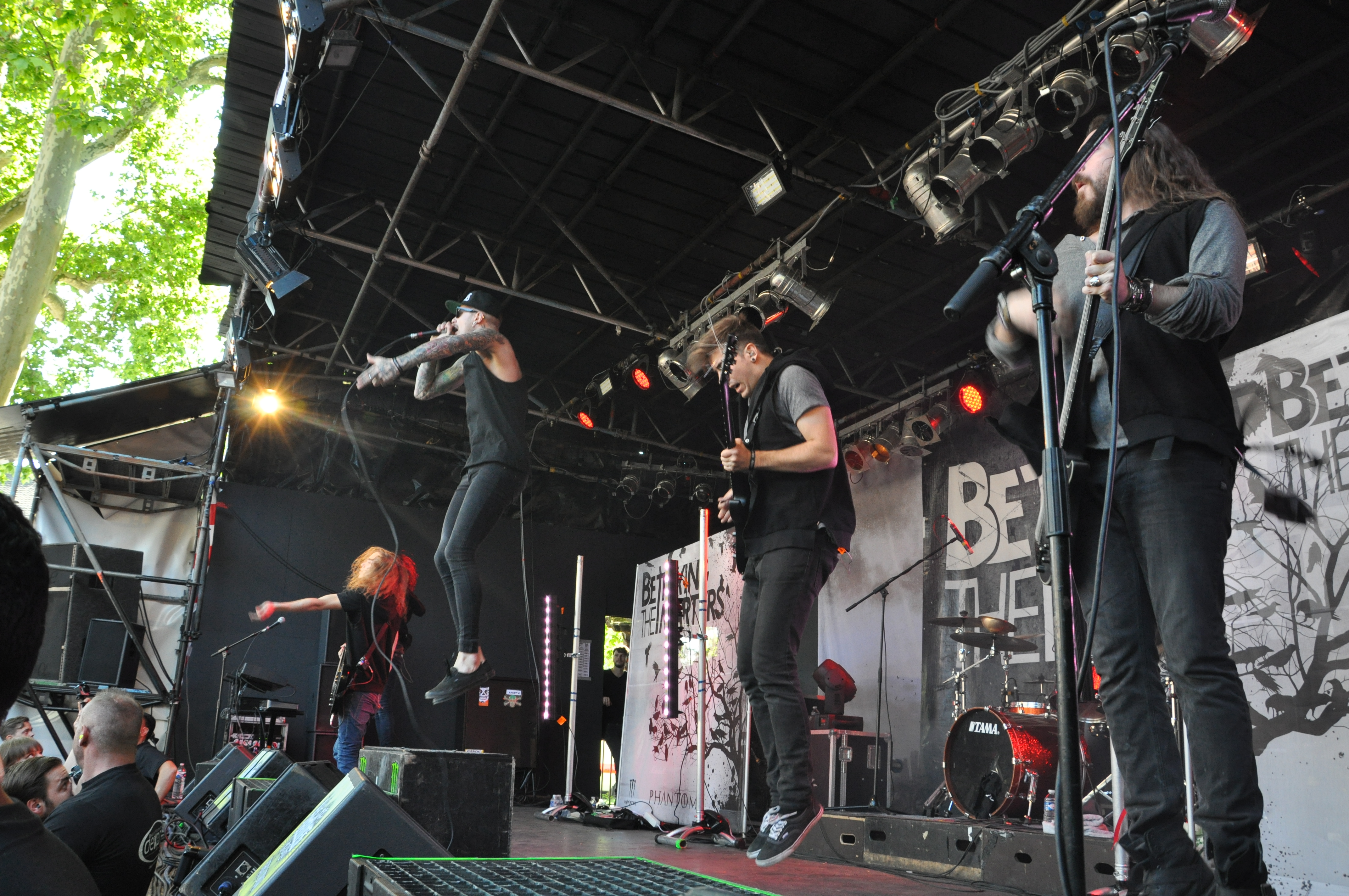
Betraying the Martyrs spielen auf der Open-Air-Bühne beim Summerblast Festival in Trier.

Anfang 2014 bezog die Gruppe das Aufnahmestudio, um mit den Arbeiten an dem Nachfolger von „Breathe in Life“, für das sie knapp drei Jahre an einem Konzept schrieben, zu beginnen. Am 23. Mai 2014 berichtete die Alternative Press, dass das Album „Phantom“ heißen und am 15. Juli 2014 über Sumerian Records und Listenable Records veröffentlicht wird. Auch wurde die Band für die diesjährige Allstars Tour gebucht, welche durch die Vereinigten Staaten führen wird. Weitere bestätigte Bands sind unter anderem The Acacia Strain, For All Those Sleeping, Sworn In, Slaves und For the Fallen Dreams. Zuvor spielen Betraying the Martyrs auf mehreren Konzerten in Europa, darunter auf dem Summerblast Festival in Trier. Zuvor spielte die Gruppe erstmals als Headliner in Australien. Auf der neun Konzerte umfassende Konzertreise, die zwischen dem 5. und 15. Juni 2014 stattfand, wurde die Band von Save the Clock Tower aus Tasmanien begleitet. Am 24. Juni 2014 kündigte die Gruppe eine mehrwöchige Konzerttour durch Russland und Belarus an.

### Seit 2021: Besetzungswechsel und Auflösung
Anfang April 2021 gab Aaron Matts den Ausstieg bei Betraying the Martyrs bekannt. 2023 löste sich die Band auf.

## Stil

### Musik
Der Musikstil von Betraying the Martyrs wird häufig dem Death- bzw. dem Metalcore zugeordnet, da sie Breakdowns, welche sehr an Carnifex und Whitechapel erinnern, mit symphonischen Electrosounds vermischen, was untypisch für Deathcore ist, aber im Metalcore inzwischen häufiger angewandt wird. Durch den Einsatz von wechselnden Tempo-Einschüben in den Songs wirkt der Sound der Gruppe progressiv und ist mit Born of Osiris vergleichbar.

### Texte
Die Texte, welche von den Bandmitgliedern persönlich verfasst werden, handeln hauptsächlich vom Leben, Glauben und zwischenmenschlichen Beziehungen. Die Texte sind allesamt in der englischen Sprache verfasst.

## Diskografie

### Singles
- 2010: Survivor
- 2011: Because of You (Sumerian, Listenable)
- 2016: The Great Disillusion (Sumerian Records)

### EPs
- 2009: The Hurt, the Divine, the Light
- 2022: Silver Lining
- 2023: Godspeed

### Alben
- 2011: Breathe in Life (Sumerian Records, Listenable Records)
- 2014: Phantom (Sumerian Records)
- 2017: The Resilient (Sumerian Records)
- 2019: Rapture (Sumerian Records)